# Ramzaj (osiedle przy stacji)
Ramzaj (ros. Рамзай) – osiedle przy stacji w Rosji, w obwodzie penzeńskim, w rejonie mokszańskim. W 2010 liczyło 143 mieszkańców.